# Loíza
Loíza est une municipalité de Porto Rico (code international : PR.LZ) qui s'étende sur une superficie de 62 km2 et compte 23 693 habitants en 2020.

## Culture et patrimoine
La fête de la Saint Jacques a lieu du 25 au 28 juillet chaque année. Quatre principaux personnages la marquent: el Caballero (le chevalier), los vejigantes, los viejos (les anciens), et las locas (les folles).  La musique de la bomba est jouée lors des cérémonies.